# Paragymnopleurus martinezi
Paragymnopleurus martinezi är en skalbaggsart som beskrevs av Vladimir Balthasar 1955. Paragymnopleurus martinezi ingår i släktet Paragymnopleurus och familjen bladhorningar. Inga underarter finns listade i Catalogue of Life.